# Починок (Верхошижемський район)
Почи́нок (рос. Починок) — присілок у складі Верхошижемського району Кіровської області, Росія. Входить до складу Калачигівського сільського поселення.
Населення становить 1 особа (2010, 8 у 2002).
Національний склад станом на 2002 рік — осетини 62 %, росіяни 38 %.